# Idona parallela
Idona parallela är en insektsart som beskrevs av Ruppel och Delong 1952. Idona parallela ingår i släktet Idona och familjen dvärgstritar. Inga underarter finns listade i Catalogue of Life.